# نصر أبراهيم (زاز الغربي)
نصر أبراهیم (بالفارسية: نسارابراهیم) هي قرية تقع في إيران في قسم زاز الغربي الریفي.